# Guillermo de Sens
Guillermo de Sens (en inglés: William of Sens) fue un arquitecto del siglo XII, probablemente nacido en la ciudad francesa de Sens y muerto en la ciudad inglesa de 
Canterbury el 11 de agosto de 1180.
Aparece documentado en 1174 como el arquitecto al que se encargó la reconstrucción del coro de la catedral de Canterbury, inicialmente levantado por Conrad, el prior del monasterio, y que había sido destruido por un incendio ese mismo año. William habría trabajado posiblemente en la catedral de Sens, uno de los principales edificios góticos en obras en ese momento, y habría llevado consigo las novedades del estilo. Completó la parte oriental de la iglesia, que fue finalizada en 1184. Viollet-le-Duc creía, dada la similitud entre esa parte de la catedral de Canterbury y la catedral de Sens, construida en la misma época, que la tradición asociada con el nombre de William of Sens estaba bien fundada.
El cronista Gervasio de Canterbury recogió la opinión que los monjes tenían sobre él, según ellos ambicioso y orgulloso, lo que le habría ocasionado el castigo divino de una caída en la obra de la que habría quedado malherido o paralizado, muriendo como consecuencia de ello. Incapaz de seguir trabajando, cedió su trabajo primero a un monje y posteriormente a un maestro llamado '[William the Englishman]] (Guillermo el inglés).